# KGW Schweriner Maschinen- und Anlagenbau
Die KGW Schweriner Maschinen- und Anlagenbau GmbH ist ein in Schwerin ansässiges Maschinenbauunternehmen, das Stahltürme für die Windkraftindustrie herstellt und als Lohnfertiger im Bereich Marine Equipment arbeitet.

## Geschichte

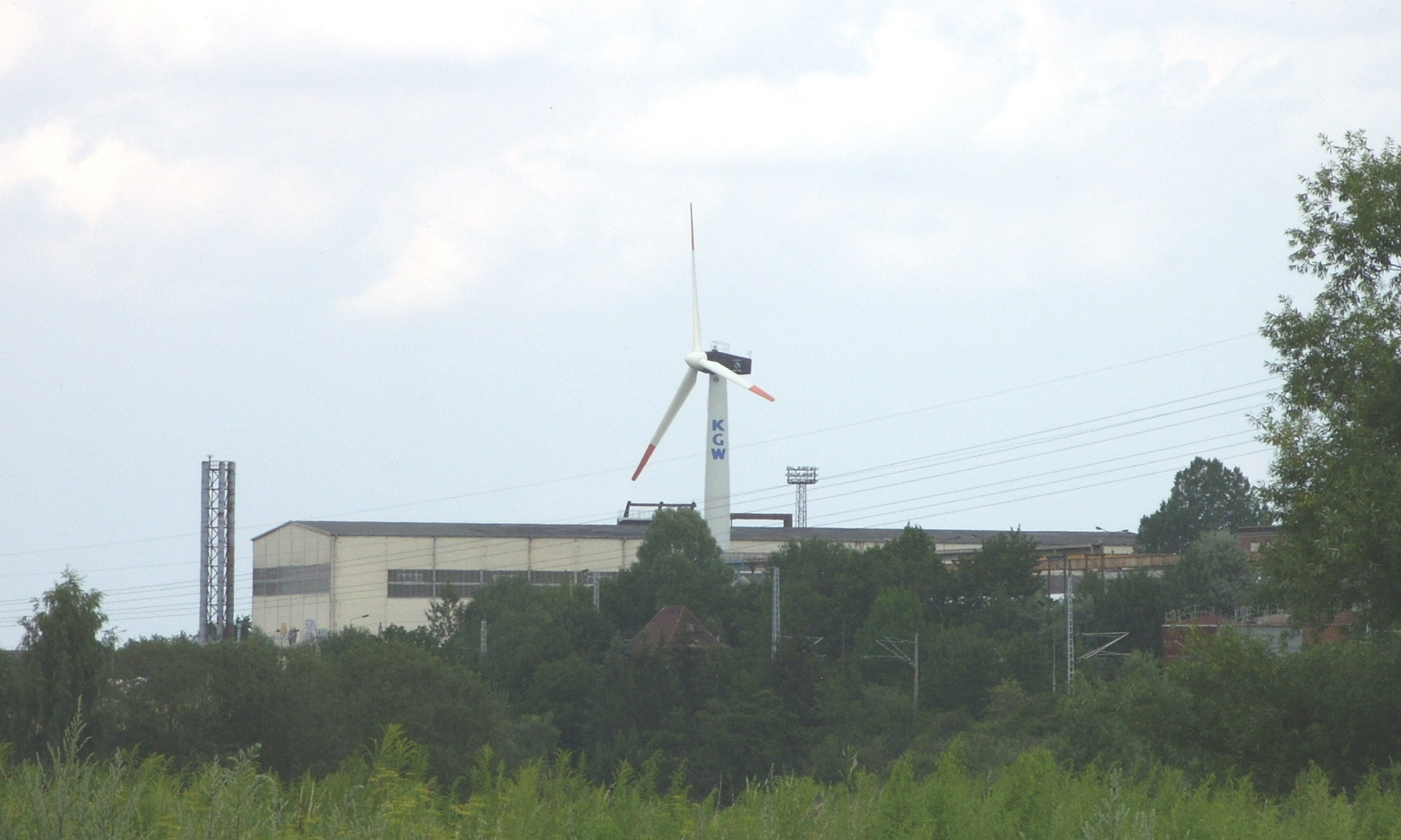
Blick auf das Werksgelände von der Südwestseite

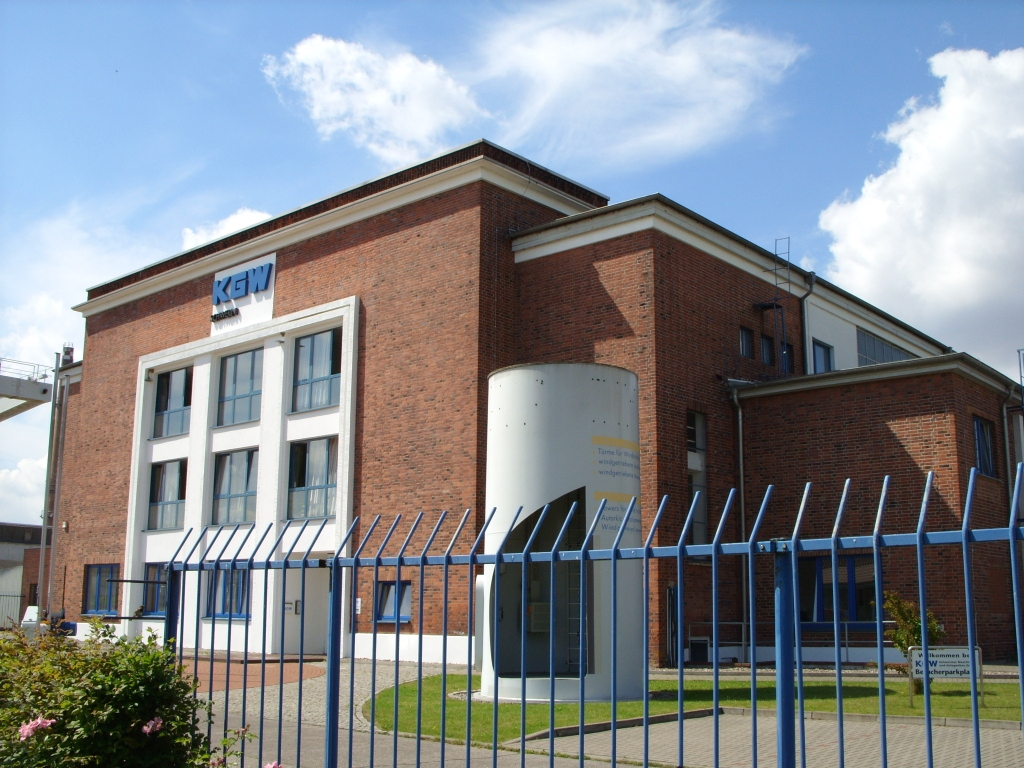
Im Eingangsbereich ist der Querschnitt eines Windenergieanlagen-Turmschaftes zu sehen

Das Unternehmen ist aus der 1888 gegründeten „Eisengießerei Gebrüder Klingebiel“ entstanden. Am Schweriner Stadtrand wurde im Jahre 1935 eine Mehrzweckhalle errichtet, die vor allem politischen Massenkundgebungen dienen sollte. Das Gebäude besteht aus einer freitragenden Konstruktion mit umlaufender Galerie an drei Seiten, einem gegenüber der Bühne liegenden Eingang an der Schmalseite und Türen an den Längsseiten, durch die der Raum mittels geschlossener Zelte seitlich erweitert werden konnte. Ohne Bestuhlung fanden hier bis zu 12.000 Menschen Platz (die Einwohnerzahl von Schwerin betrug damals 60.000). Die erste in der Festhalle abgehaltene Propagandaveranstaltung war 1936 die Trauerfeier für Wilhelm Gustloff. Außerdem fanden hier Ausstellungen, Kulturtage und Messen statt. Ab 1939 wurden Rüstungsaufträge übernommen. So wurde der Industriestandort 1944 an die Dornier Flugzeugwerke vermietet, die unter anderem nach dem Krieg als Reparationsleistung mit Ausnahme der Gießerei und der Modelltischlerei demontiert wurden, und der als solches verbliebene Rest des Industriestandortes ist dann am 16. Mai 1945 von der in Schwerin gegründeten „Torfindustrie Heinrich Sander“ übernommen worden. Letztere hatte zwar zuletzt eine gute Auftragslage, ihr Besitzer Heinrich Sander sah sich jedoch auf Grund willkürlicher Entscheidungen der politischen Führung der sowjetischen Besatzungszone zur Flucht in den westlichen Teil Deutschlands gezwungen. In der Fabrik wurden unter anderem Transportbänder und Netzwindengetriebe, die Sander entwickelt hatte, für die Seefischerei hergestellt. Wesentlicher Auftraggeber war die sowjetische Verwaltung. Ende 1948 wurde Sander mitgeteilt, dass die Maschinenfabrik entschädigungslos enteignet und in die Verwaltung volkseigener Betriebe überführt sei. Das Angebot, eine leitende Position im Betrieb zu erhalten, schlug er aus und flüchtete nach West-Berlin.
Aus dem Unternehmen entstand am 24. Dezember 1948 der VEB Schweriner Industriewerke. Da sich auch Klingebiel zu der Zeit in den westlichen Besatzungszonen aufhielt, wurde ihm West-Flucht vorgeworfen und auch sein Betrieb ging gegen seinen Willen in Volkseigentum über und hieß fortan „Schweriner Eisengießerei und Reparaturwerkstatt“. Im Jahre 1951 kam es zum Zusammenschluss beider Unternehmen unter Beibehaltung des Namens „VEB Schweriner Industriewerke“. Seit dem Besuch des tschechoslowakischen Diktator Klement Gottwald in Berlin führte der Betrieb zu seinen Ehren die Bezeichnung „VEB Klement-Gottwald-Werke Schwerin“.
Der Betrieb war ab 1952 einer der wichtigsten Zulieferer für den Schiffbau der DDR im Bereich Entwicklung, Konstruktion, Fertigung und Montage von Kranen, Rudermaschinen und Winden tätig. Seit 1979 wurde er Teil des in Rostock ansässigen VEB Kombinat Schiffbau Rostock. Der Betrieb beschäftigte vor der Wende bis zu 1300 Beschäftigte und war eines der bedeutendsten Schweriner Unternehmen.
Im Jahr 1990 wurde der Betrieb umstrukturiert und firmierte unter „KGW Schweriner Maschinenbau GmbH“. Am 1. April 1993 wurde das Unternehmen privatisiert.
Im Zuge der Insolvenz und Übernahme des Unternehmens durch die Wilms-Gruppe im Jahr 2006 entstand die jetzige „KGW Schweriner Maschinen- und Anlagenbau GmbH“. Geschäftsführer ist nun Johann Erich Wilms. Der Bereich Marine (Fertigung von Winden und Rudermaschinen) wurde bereits zuvor am 1. April 2006 an die HATLAPA Uetersener Maschinenfabrik GmbH & Co. KG(Insolvenz 2019) verkauft, die ihn zuerst als „KGW Marine GmbH“ weiterführte und dann die Produkte als Zweigstelle Schwerin komplett in das Unternehmen integrierte.
Heute fertigt das Unternehmen unter anderem Stahltürme für Windkraftanlagen von Nordex und General Electric und arbeitet als Lohnfertiger für Unternehmen wie HATLAPA. 2014 verarbeitete das Unternehmen fast 50.000 Tonnen Stahl. Es wurden 800 Turmsektionen gefertigt, wobei ein Turm aus drei bis sieben Sektionen besteht.
Am 1. Oktober 2010 übernahm das Unternehmen die Lübecker Maschinenbau Gesellschaft (LMG).